# Décolletage
En technique, le décolletage est un domaine de la fabrication où des pièces de révolution (vis, écrous, axe, etc.) sont usinées par enlèvement de matière à partir de barres de métal, à l'aide d'un outil coupant (en général un outil couteau), voir chariotage.
Les pièces sont usinées en petites, moyennes ou grandes séries sur des tours automatiques conventionnels (à came) ou à commande numérique. Elles sont usinées les unes à la suite des autres dans la barre, le but étant d'atteindre une productivité et une précision élevées. On cherche aussi, en général, à produire le moins de copeaux possible.
Généralement, les pièces ainsi usinées subissent des opérations ultérieures (mécaniques, thermiques ou chimiques) avant d'être utilisées dans la réalisation de sous-ensembles.
La personne qui réalise ces opérations est appelée une décolleteuse ou un décolleteur
.

## La décolleteuse
Le décolletage s'effectue sur des machines appelées « décolleteuses » ou « tours automatiques », dont les mouvements sont générés par des systèmes à cames ou à commande numérique (CNC).
Les pièces produites par cette technique sont généralement de petites dimensions (diamètre 0,1 à 60 mm) et de précision élevée (du millième au centième de millimètre). Outre les opérations courantes de tournage, de taraudage et de filetage, certaines décolleteuses effectuent des opérations supplémentaires telles que le perçage et le fraisage, ou même encore l'usinage complet de la pièce grâce à une deuxième broche, évitant les coûteuses opérations de « reprise ».
Les « décolleteuses » ou « tours automatiques » sont des machines-outils assimilables à des tours, mais se distinguant de ces derniers par deux particularités : leur mode de fonctionnement entièrement automatique (y compris l'approvisionnement en matière hors de la barre ou de la torche) et le fait qu'ils produisent essentiellement des pièces mécaniques précises de faibles dimensions, réalisées en grandes et très grandes séries.
Les tours automatiques à cames sont dotés d'un arbre à cames qui effectue un tour entier par cycle complet d'usinage d'une pièce. Des systèmes de cames et leviers servent à déplacer les organes de machine (chariots porte-outils, combiné à contre-opérations, poupée mobile ou chariot longitudinal, etc.) pendant le cycle d'usinage. La vitesse de rotation de l'arbre à cames est synchronisée avec celle de la broche, ce qui permet notamment d'effectuer du filetage.
Dans les tours automatiques à commande numérique, ou plutôt à commande CNC (Computer Numerical Control), les cames ont disparu. Les différentes fonctions de la machine sont réalisées par des axes mûs par des moteurs à asservissement numérique, obéissant à un « programme [spécifique à la] pièce », élaboré sur un micro-ordinateur de bureau puis introduit dans l'ordinateur de la machine. Cette solution raccourcit le temps de mise en train de façon considérable, car toute la programmation peut se faire en temps masqué, de même que la préparation des outils (pré-réglage). Le tour automatique à commande CNC rend donc possible la fabrication rentable de moyennes et petites séries, avec des temps d'arrêt faibles.

## Matériaux
Si les autres propriétés du matériau ne sont pas critiques, on favorise l'usinabilité. Les matériaux usinés sont donc souvent des laitons ou bien des aciers à usinabilité améliorée dits « aciers de décolletage ». Notons que les laitons sont par ailleurs résistants à la corrosion, bactéricides (applications médicales) et ont un faible coefficient d'adhérence (horlogerie).
Pour les aciers, on utilise de faibles teneurs en soufre (le soufre étant par ailleurs un élément fragilisant), le but étant d'avoir des précipités de sulfure de manganèse qui favorise la fragmentation du copeau et évite d'avoir un copeau « filant ». La présence de plomb peut être utilisé comme élément d'alliage : ayant un bas point de fusion, il permet de former une couche lubrifiante.

## Domaines d'application
Les principaux débouchés de l'industrie du décolletage sont les secteurs de :
- l'automobile,
- l'horlogerie traditionnelle,
- l'aéronautique,
- l'aérospatiale,
- le médical,
- l'électronique,
- l'électroménager,
- la connectique,
- le machinisme agricole,
- le bâtiment,
- les travaux publics,
- l'armement,
- l'industrie électrique et nucléaire.

## Implantation
La France a été et reste très active dans le décolletage, avec un total de 905 entreprises [Quand ?] qui emploient 19 000 salariés et réalisent un chiffre d'affaires supérieur à 2 milliards d'euros, dont 23 % en exportation directe. 65 % de ces entreprises sont installées en Haute-Savoie, plus particulièrement dans la vallée de l'Arve et autour de Cluses. 
La deuxième grande région française du décolletage est la Franche-Comté avec son passé dans les secteurs de l'horlogerie et de la lunetterie.[réf. souhaitée]
L’industrie du décolletage est également très présente en Suisse, dans l’Arc jurassien (canton de Soleure, canton du Jura, canton de Neuchâtel, Jura bernois).

## Formation / Enseignement

### En France
Le lycée professionnel Paul Béchet de Cluses en Haute-Savoie (au cœur du pôle de compétitivité « du Décolletage à la Mécatronique ») forme chaque année une promotion de 24 élèves préparant en 3 ans le Baccalauréat professionnel Décolletage. Un CAP de même spécialité est aussi ouvert à 24 places.
Le lycée polyvalent Paul Emile Victor à Champagnole dans le Jura propose une formation niveau CAP d'opérateur en décolletage. 
Le Lycée professionnel Montjoux à Besançon, dans le Doubs, forme des BAC pro Décolletage en formation initiale et continue.
Un CAP a également été ouvert en 2011, au LP de Champagnole dans le Jura.
Le Lycée polyvalent Thérèse Planiol de Loches en Touraine forme enfin chaque année 12 à 14 élèves pour le Bac Pro Décolletage (environ 50 entreprises de Décolletage ou disposant de secteurs Décolletage en Région Centre).

## Centre technique
- Centre technique de l'industrie du décolletage[4]

## Santé au travail
C'est un métier qui autrefois exposait directement le travailleur à des particules métalliques et à des aérosols d'huiles minérales et de solvants toxiques et cancérigènes, les machines carénées et dispositifs d'aération limitant désormais ce risque.